# Regős Róbert
Regős Róbert (Budapest, 1976. január 15. –) magyar színész, rendező, műsorvezető, újságíró, blogger, szinkronszínész, kommunikációs szakember. Pályafutása során a magyar kulturális élet számos területén jelen volt; tevékenysége a színházi, televíziós, rádiós és irodalmi színtérre egyaránt kiterjedt.

## Életpálya
Budapesten született Regős Péter és Regős Péterné Bodroghy Katalin gyermekeként. Általános iskolai tanulmányait a Hűvösvölgyi (korábban Vörös Hadsereg úti) Általános Iskolában kezdte, majd a Budenz utcai, végül a Hidegkúti Szabadság utcai iskolában folytatta. Középiskolába az Alternatív Közgazdasági Politechnikumba járt, tanulmányait a Szász Ferenc Kereskedelmi Szakközépiskolában fejezte be.
Felsőfokú tanulmányokat folytatott több intézményben is: a Kodolányi János Főiskolán, a Gór Nagy Mária Színitanodában, valamint a Berzsenyi Dániel Főiskolán, ahol később tanársegédként is dolgozott. Már főiskolás évei alatt megalapította saját produkciós cégét, a Regős Produkciót, és bemutatta első saját előadását, a Humorterápia című zenés darabot, melyet 16 éven keresztül nagy sikerrel játszottak, bejárva vele Európát és az Egyesült Államokat is.
2005-ben elnyerte a szombathelyi Berzsenyi Dániel Színház igazgatói posztját, ezzel az ország legfiatalabb megyei színházigazgatója lett.
Oktatott a Berzsenyi Dániel Főiskolán, valamint a Nyugat-magyarországi Egyetem Színházművészeti Tanszékén, amelynek később tanszékvezetője is lett.
2016-ban súlyos gerincsérülést szenvedett, amely három bonyolult műtéthez vezetett. 2018-ban újra tanult járni, de színpadra többé nem lépett.
2022-ben Spanyolországba költözött, ahol megalapította a Barcelona Neked nevű vállalkozást, amely helyi magyar közösségeket, programokat és kulturális kapcsolatokat szervez.

## Családja
2010-ben feleségül vette Simon Betty festőművészt (2010–2017), akitől 2011-ben fia, Marcell született.

## Főbb színházi szerepei
- 2002-től a Rátkai Márton Zenés Műhely társulatában játszott, ahol Janikovszky Éva Ha én felnőtt volnék című darabjában egyik főszereplőként két nap alatt ugrott be.

- Szerepet kapott az Óbudai Társaskör La Mancha lovagja című előadásában.
- 2003-ban a Vígszínház társulatához szerződött, ahol számos jelentős darabban lépett színpadra:
  - A revizor (Gogol),
  - A kávéház (Goldoni),
  - Tévedések vígjátéka (Shakespeare),
  - Össztánc (Békés Pál),
  - Egy csók és más semmi (Eisemann Mihály),
- *A vörös postakocsi (Krúdy Gyula),
  - Körmagyar (Kornis Mihály, rendezte: Kálloy Molnár Péter).
- Játszott a Belvárosi Színház Rocky Horror Show előadásában
- Merlin Színházban
- Játékszínben
- Vörösmarty Színházban
- Temesvári Csiky Gergely Állami Magyar Színházban
- Komárnói Jókai Színház produkcióiban
- A legnagyobb színházi sikerét Neil Simon Páratlan páros című vígjátékában aratta, John Smith szerepében, Pünkösdi Mónika és Manyasz Erika oldalán. A darabot Dorotthy Salma rendezte, a Szombathelyi Színházban, továbbá játszott:
  - Anconai szerelmesek
  - A kis herceg
  - A dzsungel könyve
  - Hair
  - A négyszögletű kerek erdő
  - Katona dolog
  - Macskafogó című előadásokban is.
- Vendégművészként fellépett a miskolci, szegedi és békéscsabai színházakban is.

### Tévéfilmek
2003-ban epizódszerepet játszott a Barátok közt című teleregényben, majd 2004-ben állandó szereplője lett a TV2 Jóban Rosszban sorozatának.

## Díjai, elismerései
- 2004-ben a POSZT-on a legjobb főszereplő díját nyerte el a főiskolás kategóriában.
- 2005-ben a POSZT-on különdíjat kapott.